# 帕維爾·馬馬耶夫
帕維爾·馬馬耶夫（Pavel Mamayev，1988年9月17日—），是俄罗斯足球運動員，司職中場，目前他效力于俄超球隊莫斯科中央陸軍足球俱樂部。